# Basketball Ligaen Norge
La Basketball Ligaen Norge (conosciuta come BLNO) è il massimo campionato di pallacanestro maschile norvegese. È stato fondato nel 1967.
È un campionato semiprofessionistico, in quanto non tutti i giocatori ricevono uno stipendio. Il regolamento prevede la presenza di stranieri, che solitamente ricevono un rimborso spese, ma massimo due statunitensi possono scendere in campo per ogni squadra.
La seconda divisione è chiamata 1. divisjon basketball, il campionato femminile Eliteserien kvinner.

## Albo d'oro

### Hovedserien
- 1967-1968  Ullern
- 1968-1969  Bærum
- 1969-1970  Bærum
- 1970-1971  Bærum
- 1971-1972  Bærum
- 1972-1973  Bærum
- 1973-1974  Bærum
- 1974-1975  Bærum
- 1975-1976  Bærum
- 1976-1977  Bærum
- 1977-1978  Bærum
- 1978-1979  Ullern
- 1979-1980  Sandvika
- 1980-1981  Ullern
- 1981-1982  Ammerud
- 1982-1983  Ammerud
- 1983-1984  Ammerud
- 1984-1985  Ammerud
- 1985-1986  Asker Aliens
- 1986-1987  Asker Aliens
- 1987-1988  Asker Aliens
- 1988-1989  Bærum Verk Jets
- 1989-1990  Bærum Verk Jets
- 1990-1991  Bærum Verk Jets
- 1991-1992  Bærum Verk Jets
- 1992-1993  Gimle
- 1993-1994  Ulriken Eagles
- 1994-1995  Asker Aliens
- 1995-1996  Ullern
- 1996-1997  Tromsø Storm
- 1997-1998  Bærum Verk Jets
- 1998-1999  Ulriken Eagles
- 1999-2000  Ulriken Eagles

### BLNO
- 2000-2001  Oslo Kings
- 2001-2002  Asker Aliens
- 2002-2003  Asker Aliens
- 2003-2004  Bærum Verk Jets
- 2004-2005  Asker Aliens
- 2005-2006  Harstad Vikings
- 2006-2007  Ulriken Eagles
- 2007-2008  Asker Aliens
- 2008-2009  Ulriken Eagles
- 2009-2010  Asker Aliens
- 2010-2011  Bærum
- 2011-2012  Frøya
- 2012-2013  Bærum
- 2013-2014  Gimle
- 2014-2015  Asker Aliens
- 2015-2016  Centrum Tigers
- 2016-2017  Centrum Tigers
- 2017-2018  Kongsberg Miners
- 2018-2019  Kongsberg Miners
- 2019-2020 non assegnato[1]
- 2020-2021 non assegnato[1]

### Firi-ligaen
- 2021-2022  Gimle

### BLNO
- 2022-2023  Gimle
- 2023-2024  Fyllingen Lions
- 2024-2025  Fyllingen Lions

## Vittorie per club
| Club             | Titolo    | Città | Anno                                                                   |
| ---------------- | --------- | ----- | ---------------------------------------------------------------------- |
| Bærum            | Bærum     | 12    | 1969, 1970, 1971, 1972, 1973, 1974, 1975, 1976, 1977, 1978, 2011, 2013 |
| Asker Aliens     | Asker     | 10    | 1986, 1987, 1988, 1995, 2002, 2003, 2005, 2008, 2010, 2015             |
| Bærum Verk Jets  | Bærum     | 6     | 1989, 1990, 1991, 1992, 1998, 2004                                     |
| Ulriken Eagles   | Bergen    | 5     | 1994, 1999, 2000, 2007, 2009                                           |
| Ammerud          | Oslo      | 5     | 1982, 1983, 1984, 1985, 2001                                           |
| Ullern           | Oslo      | 4     | 1968, 1979, 1981, 1996                                                 |
| Gimle            | Bergen    | 4     | 1993, 2014, 2022, 2023                                                 |
| Fyllingen Lions  | Bergen    | 2     | 2024, 2025                                                             |
| Kongsberg Miners | Kongsberg | 2     | 2018, 2019                                                             |
| Centrum Tigers   | Oslo      | 2     | 2016, 2017                                                             |
| Frøya            | Bergen    | 1     | 2012                                                                   |
| Harstad Vikings  | Harstad   | 1     | 2006                                                                   |
| Tromsø Storm     | Tromsø    | 1     | 1997                                                                   |
| Sandvika         | Bærum     | 1     | 1980                                                                   |